# NGC 1495
NGC 1495 è una galassia a spirale vista di taglio e situata nella costellazione dell'Orologio, a una distanza di circa 59 milioni di anni luce dalla nostra Via Lattea.

## Scoperta
La galassia è stata scoperta il 24 ottobre 1835 dall'astronomo britannico John Herschel.

## Descrizione
NGC 1495 ha una classe di luminosità III e presenta una larga riga a 21 cm dell'idrogeno neutro.

## Gruppo di NGC 1433 e di NGC 1493
Secondo Richard Powell del sito « Un Atlas de l'Univers », NGC 1495 fa parte del Gruppo di NGC 1433 che comprende 10 galassie. Le altre galassie di questo gruppo sono NGC 1411, NGC 1448, NGC 1493, NGC 1494, NGC 1495, NGC 1527, IC 1970, IC 2000 e ESO 249-36 (PGC 14225). Il gruppo fa parte dell'Ammasso della Fornace.